# Ion P. Elianu
Ion P. Elianu, cunoscut și ca Jean Elianu (n. 1919 la Pogoanele), este un matematician și profesor român, specialist în analiza matematică.

## Biografie
Școala primară a urmat-o la Buzău, iar liceul la Mănăstirea Dealu, pe care l-a absolvit în 1937.
În 1944 este licențiat în matematică, iar în 1949 obține doctoratul.
În 1945 este numit asistent la Catedra de Geometrie descriptivă la Facultatea de Arhitectură din București, ca apoi să devină asistent la Universitatea din București, la Catedra de Ecuații diferențiale și mai târziu șef de lucrări la Institutul de Construcții.
În perioada 1955 - 1957 este lector la Institutul de Mine București, iar în 1958 este numit lector la Universitatea din București.
În perioada 1951 - 1958 a funcționat ca cercetător principal la secția de geometrie a Institutului de Matematică din București.
Între 1958 și 1962 este conferențiar la Institutul de Matematică din Timișoara.
În 1962 revine la București la Academia Tehnică Militară ca profesor de analiză matematică.

## Activitate științifică
Tema sa de cercetare s-a încadrat în special în domeniul ecuațiilor cu derivate parțiale, proprietățile generale ale soluțiilor acestor ecuații și a obținut formulele de reprezentare a acestor soluții.
În teza sa de doctorat a tratat problema lui Cauchy pentru ecuațiile cu derivate parțiale liniare poli-hiperbolice normale.
A studiat sistemele de ecuații liniare cu derivate parțiale de tip Laplace.
În 1954, Ion Elianu a efectuat cercetări asupra invarianților matriceali absoluți pentru sistemele de tip Laplace, s-a ocupat de funcțiile neanalitice de mai multe variabile complexe și de derivatele areolare ale lui Pompeiu.
De asemenea, a definit noțiunea de derivată areolară parțială.
În 1957, Ion Elianu a participat la Congresul Matematicienilor de la Dresda.

## Scrieri
- 1938: Triangles trihomologiques aux axes d'homologie concurantes
- 1949: Problema lui Cauchy pentru ecuațiile cu derivate parțiale liniare poli-hiperbolice normale, teza sa de doctorat;
- 1952: Sisteme derivate ale sistemelor diferențiale;
- 1954: Asupra funcțiilor neanalitice de mai multe variabile complexe
- 1961: Asupra unei clase de ecuații cu derivate parțiale de distribuții.

Lucrările sale privind extensiunea derivatei areolare au fost citate în Histoire générale des sciences, în La science contemporaine și în Le XX-e siècle.